# Polo Sur Ceremonial
El Polo Sur Ceremonial es un área en la Base Amundsen-Scott. Consiste de una esfera metálica en un pedestal, rodeado de banderas de los países firmantes del Tratado Antártico. Se localiza a unos 180 metros del Polo Sur Geográfico, que está marcado solamente por una señal y una estaca. A razón de que la capa de hielo se mueve 10 metros por año, la estaca se cambia de lugar cada año en Año Nuevo.

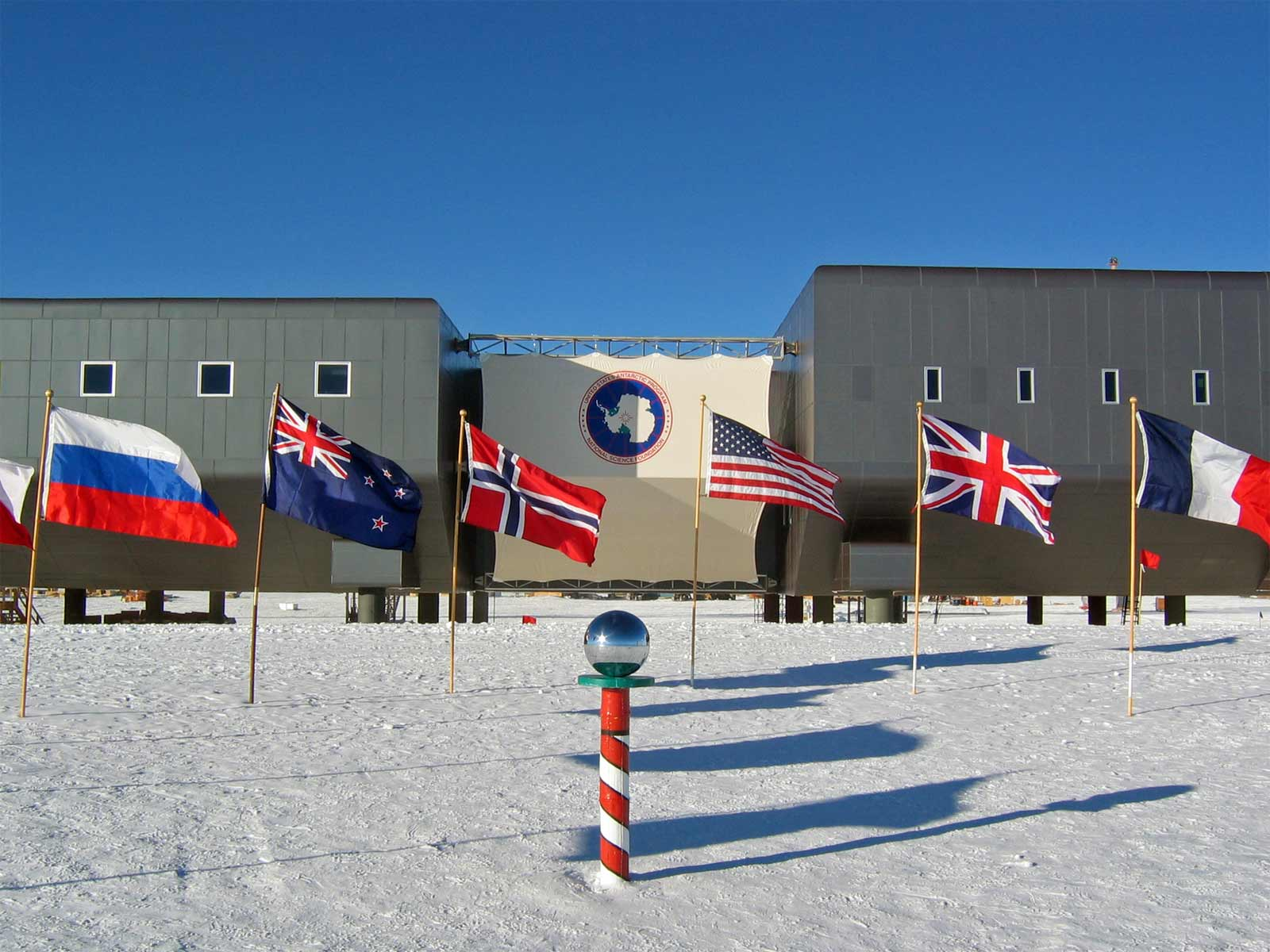
Polo sur ceremonial en 2007.

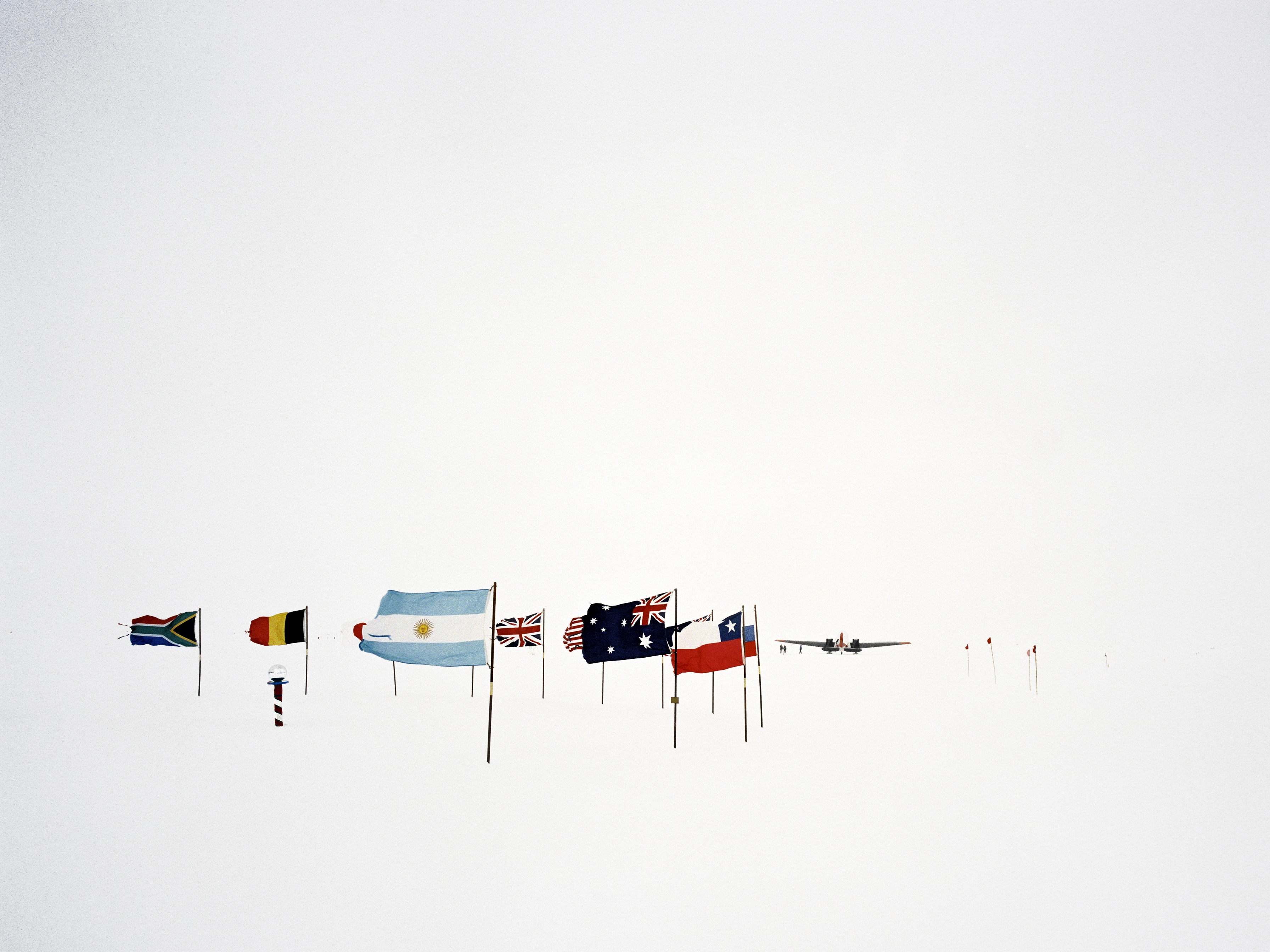
Polo sur ceremonial en 2018.

## Banderas
En el Polo Sur Ceremonial, se encuentran las banderas de los 12 primeros firmantes del Tratado Antártico:
- República Argentina
- Mancomunidad de Australia
- Reino de Bélgica
- República de Chile
- Estados Unidos de América
- República Francesa
- Estado de Japón
- Reino de Noruega
- Nueva Zelanda
- Reino Unido de Gran Bretaña e Irlanda del Norte
- República de Sudáfrica
- Federación Rusa (como estado sucesor de la Unión Soviética)